# 叮当 (配音员)
叮当（1990年11月25日—），本名张圣，中国山东烟台配音演员，主要为动画、游戏配音。原北斗企鹅工作室成员，也为北京卡酷少儿卫视多个节目担任解说员。2008年成为职业配音演员，主要配音作品有《暴走漫画》《尸兄》《那年那兔那些事儿》等，在网络游戏《龙之谷》中担任配音导演。

## 导演作品
- 《龙之谷》
- 《快把我哥带走》
- 《快把我哥带走2》
- 《快把我哥带走3》
- 《快把我哥带走4》
- 《甜甜私房猫》（普通话版）
- 《没出息的阴阳师一家》
- 《没出息的阴阳师一家2》

## 配音作品
- 主要角色以粗体显示。

### 动画

#### 时期不明
- 汤姆、汤姆的表弟————《猫和老鼠》（美国）

#### 2007年
- 希腊运动员、德国运动员————《福娃》

#### 2011年
- 幕斯、阿先、坛九、七果————《罗小黑战记》

#### 2012年
- 生日爷爷、木木————《生日梦精灵》

#### 2013年
- 用菊爽的外国人(女)、猴咩、串串超人(法泽)、小刚刚、猴众————《十万个冷笑话 第二季》
- 舒言————《精灵梦叶罗丽》
- 小米————《神奇阿呦》
- 小生————《哈普一家》

#### 2014年
- 鹰酱————《那年那兔那些事儿》
- 西门官仁————《王牌御史》
- 吉吉特、林戈————《魔晶猎人》

#### 2015年
- 鹰酱、男性兔子————《那年那兔那些事儿 第二季》
- 5号(第一集)、路人A————《端脑》
- 孙浩轩————《雏蜂》
- 法泽·串串、队员丙————《十万个冷笑话 第三季》
- O型君————《血型君 第三季》（日本）

#### 2016年
- 王忠————《从前有座灵剑山》
- 端木寺明————《灵契》
- 孙小涂————《双生灵探》
- 哮天犬————《狠西游》
- 鹰酱、旁白————《那年那兔那些事儿 第三季》
- 孙浩轩、年轻警察、胖同学————《镇魂街》
- O型君————《血型君 第四季》（日本）
- 小Q————《哈喽！葡星人》

#### 2017年
- 鹰酱————《那年那兔那些事儿 第四季》
- 王忠————《从前有座灵剑山 第二季》
- 学生A/B/C/D/E/F/G、管家、哥哥、店员B、提示音、老师（英语老师）、父子————《快把我哥带走》

#### 2018年
- 迪美奥————《超智能足球2 世界大赛篇》
- 沙小光、小光头————《凸变英雄LEAF》
- 韦恩·金————《暮光幻影》（日本）
- 万幸、管家、学生、学生A/B、学生们————《快把我哥带走2》
- 苏打蓝————《海尔兄弟宇宙大冒险》
- 高木涉————《名侦探柯南》（日本）
- 旁白、男生丙、刘畅————《非人哉》
- 大伟————《山河社稷图》
- 兰若冰(男装时期)————《幻界王》

#### 2019年
- 鹰酱————《那年那兔那些事儿 第五季》
- 万幸、管家、女佣C、学生B————《快把我哥带走3》
- 白泽————《非人哉》
- 小白————《今天开始做明星》
- 大天狗、少羽大天狗————《没出息的阴阳师一家》

#### 2020年
- 乌明路————《嗜谎之神》
- 少年————《百妖谱》
- 一枝花————《大理寺日志》
- 大天狗、弥助、老婆婆————《没出息的阴阳师一家2》
- 万幸、女生C、开心爸爸、群众们————《快把我哥带走4》
- 雀砚————《拾忆长安·明月几时有》
- 鎹鸦、正一————《鬼灭之刃》（日本）

### 动画电影

#### 2020年
- 其他角色————《姜子牙》
- 其他角色————《宝可梦：超梦的逆袭 进化》（日本）

#### 2019年
- 洛竹————《罗小黑战记》
- 川村山葵————《若能与你共乘海浪之上》（日本）
- 鲁道夫————《悟空奇遇记》
- 爱德华————《萤火奇兵2:小虫不好惹》

#### 2017年
- 爱德华————《萤火奇兵》
- 希特隆————《宝可梦：波尔凯尼恩与机巧的玛机雅娜》（日本）

#### 2016年
- 高木涉————《名侦探柯南：纯黑的噩梦》（日本）
- 时光机————《哆啦A梦：新大雄的日本诞生》
- 安德烈————《樱桃小丸子：来自意大利的少年》（日本）

#### 2015年
- 王子(大)————《王子与108煞》
- 山中井阵————《火影忍者剧场版:慕留人》（日本）
- 笨笨————《闯堂兔2疯狂马戏团》

### 有声漫画

#### 2017年
- 何栓————《日常幻想指南》
- 乌明路、玛伊亚涅、达默————《嗜谎之神》

#### 2018年
- 王言————《斗罗大陆2绝世唐门》

### 游戏
- 夜刃、帝利亚————《血族》
- 那邑远道————《轩辕剑外传:穹之扉》
- 姜子牙————《封神召唤师》
- 杰兰特————《神无月》
- 小黑、武士大名————《忍者必须死3》
- 白泽————《神都夜行录》
- 白泽、白七————《轩辕剑：龙舞云山》
- 太子长琴————《山海镜花》
- 夜崎隐、檐鬼————《终焉誓约》

### 特摄剧

#### 2020年
- 礼堂光————《泰迦奥特曼剧场版：新生代之巅》

### 广播剧
- 小杰————《拜见女王陛下》
- 白泽————《暗界神使 第二季》

### 动画短片

#### 2020年
- 路易————《喵人馆》